# Pallacanestro ai V Giochi dell'Estremo Oriente - Torneo maschile
Il V Campionato di pallacanestro ai Giochi dell'Estremo Oriente si è svolto nel 1921, a Shanghai.

## Risultati
| Shanghai 30 maggio 1921 | Repubblica di Cina | 30 – 27 (14-17) | Filippine |  |

| Shanghai 30 maggio 1921 | Filippine | 48 – 21 (30-9) | Giappone |  |

| Shanghai 30 maggio 1921 | Repubblica di Cina | 32 – 29 (19-20) | Giappone |  |

## Classifica
| - | Paese              | Formazione                                                       |
| - | ------------------ | ---------------------------------------------------------------- |
|   | Repubblica di Cina |                                                                  |
|   | Filippine          |                                                                  |
|   | Giappone           | Yakushiji, Kanda, Nomura, Sakamoto, Ishibashi, Takamizawa, Saito |